# 6183 Viscome
6183 Viscome eller 1987 SF7 är en asteroid i huvudbältet som upptäcktes den 26 september 1987 av den amerikanska astronomen Carolyn S. Shoemaker vid Palomar-observatoriet. Den är uppkallad efter den amerikanska astronomen George R. Viscome.
Asteroiden har en diameter på ungefär 6 kilometer.